# Шаповал Борис Мойсейович
Шапова́л (псевд. Бе-Ша) Бори́с Мойсейович (1895–1968), український графік-карикатурист родом з Києва.
З 1920 виступав з сатиричними рисунками, пропагандивними плакатами й політичними карикатурами на сторінках газет і журналів «Безвірник», «Перець» тощо.